# Serguéi Biriuzov
Serguéi Semiónovich Biriuzov (ruso: Сергей Семёнович Бирюзо́в) (Skopin, Óblast de Riazán, 21 de agosto de 1904 – 19 de octubre de 1964) fue un comandante militar soviético, jefe del Estado de Mayor del Ejército Rojo y Mariscal de la Unión Soviética.

## Biografía
Miembro del Partido Comunista de la Unión Soviética desde 1926. A los 18 años de edad ingresó en el Ejército Rojo, donde fue ascendido a Comandante de batallón antes de estudiar en la Academia Militar Frunze en 1934. Se graduó en 1937, tras ser nombrado jefe de Estado Mayor de una división de rifles. En 1939 fue nombrado jefe de Operaciones del Distrito Militar de Járkov, una posición que mantuvo hasta agosto de ese año, cuando fue nombrado Comandante de la 132.ª División de Rifles.
Biriuzov comandó esta unidad durante los siguientes tres años, algo excepcional entre los generales soviéticos, especialmente durante la Segunda Guerra Mundial. Los generales soviéticos raramente comandaban posiciones durante más de unos meses. La división de Biriuzov formaba parte del Frente de Briansk en el suroeste. Biriuzov era un comandante atento, en muchas ocasiones dirigiendo su división personalmente en la batalla. En el primer año de la Operación Barbarroja (junio de 1941) Biriuzov fue herido en cinco ocasiones, dos de ellas de gravedad. En abril de 1942 fue nombrado jefe de Estado Mayor del 48.º ejército, lejos del Frente de Briansk. Comandó esta unidad hasta noviembre de ese año, cuando fue destinado como jefe de Estado Mayor del 2.º ejército de Guardias. Mantuvo esta posición hasta abril de 1943, dirigiendo esta poderosa unidad durante la Operación Saturno, cuando el 2.º ejército de Guardias cooperó en la destrucción del 6.º ejército alemán tras ser rodeado durante la Batalla de Stalingrado.
En abril de 1943 fue nombrado jefe de Estado Mayor del Frente del Sur, donde fue una gran ayuda para el comandante del mismo, Fyodor Tolbukhin. El 20 de octubre, el Frente del Sur fue rebautizado 4.º Frente Ucraniano. Biriuzov permaneció como jefe de Estado Mayor hasta mayo de 1944, cuando fue destinado al 3.º Frente Ucraniano, junto a Tolbukhin. En octubre de ese año, fue destinado a comandar el 37.º ejército, parte del 3.er Frente Ucraniano. Mantuvo este puesto durante el resto de la guerra, hasta mayo de 1946. En estas posiciones de mando, Biriuzov contribuyó a la expulsión de todas las fuerzas alemanas de Ucrania, y a la posterior liberación de Bulgaria y Yugoslavia.
Tras estas posiciones, Biriuzov fue nombrado Jefe de la Misión Militar Soviética en Bulgaria, hasta 1947. Entre ese año y 1955 ocupó numerosos puestos de mando, pero nunca permaneció mucho tiempo en ninguno. El 11 de marzo de 1955 fue ascendido a Mariscal de la Unión Soviética. Entre ese año y abril de 1962 fue Comandante en Jefe de las Fuerzas aéreas soviéticas. Tras este puesto, fue nombrado comandante en jefe de las Tropas de Misiles Estratégicos y en 1963 jefe del Estado Mayor de las Fuerzas Armadas. El 19 de octubre de 1964, Biriuzov falleció en un accidente aéreo, al estrellarse el avión en el que viajaba en el monte Avala cerca de Belgrado, donde se desplazaba con motivo de la conmemoración del 20.º aniversario de la Liberación de Belgrado. En la expedición viajaba también el general Vladímir Zhdánov. Fue enterrado en Necrópolis de la Muralla del Kremlin.

## Condecoraciones
- Héroe de la Unión Soviética (1 de febrero de 1958).
- Héroe del Pueblo de Yugoslavia (1964).
- Cinco veces galardonado con la Orden de Lenin.
- Tres veces galardonado con la Orden de la Bandera Roja.
- Orden de Suvórov de 1.ª y 2.ª Clase.
- Orden de Kutúzov de 1.ª Clase.
- Orden de Bogdan Jmelnitsky de 1.ª Clase.

- Datos: Q48055
- Multimedia: Sergey Biryuzov / Q48055